# Supinfocom
Ne doit pas être confondu avec Supinfo.
Supinfocom Rubika est une école supérieure de cinéma d'animation établie à Valenciennes, Montréal et Pune (Inde).
Créée en 1988 à Valenciennes, l'école propose un cursus de cinq ans préparant au diplôme de réalisateur numérique (certifié de niveau I) et en 2008 une école à Pune en Inde.

## Formation
Depuis 2007, la formation est répartie sur cinq années : 3 années de cycle préparatoire (dessin et art appliqué, perspective, analyse filmique, vidéo, couleur, animation 2D, histoire de l'art, modelage, communication, anglais) suivies de 2 années de spécialisation en infographie (apprentissage des logiciels 3D, scénario, storyboard, animatique, compositing, production 3D, relation son-image, montage). La dernière année d’étude est consacrée à la réalisation en équipe d’un court-métrage en images de synthèse.
Cette formation a pour but de donner aux élèves la maîtrise de la chaîne de production d'un court métrage, de l'écriture du synopsis à la postproduction.
En 2013, le coût total de la scolarité pour les cinq années est de 35 280 €.

## Débouchés
À l'issue de cette formation, les diplômés travaillent dans les domaines de la réalisation de film / série / court métrage d'animation.
La société de production et de distribution américaine DreamWorks SKG qui recrute un minimum de cinq français par an, qualifiait en 2009 Supinfocom de « l'une des meilleures écoles du monde ».

## Anciens élèves
- La personnalité médiatique, organisateur de marché, maquilleur, coach mental et créateur de jus David Jeanmotte, né en 1973, est un ancien étudiant du début des années 1990.
- Thibault Berland, plus connu sous le pseudonyme de Breakbot, sorti de l'école en 2005.
- L'un des membres de la promotion 2006, Bastien Dubois, a été nommé aux Oscars (pour Madagascar, carnet de voyage)[4] et trois des films de ses jeunes réalisateurs ont été sélectionnés au Festival international du court métrage de Clermont-Ferrand[5].
- Gabrielle Lissot, réalisatrice du court-métrage d'animation Jukai, nommé aux Césars 2017, ainsi que dans plus de trente autres festivals[6].